# Sándor Korányi

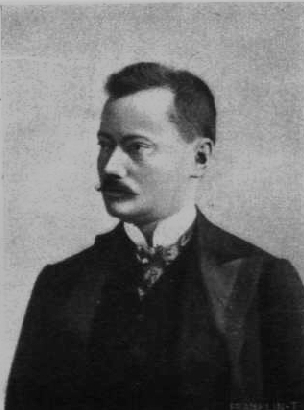
Sándor Korányi (1909)

Baron Sándor Korányi von Tolcsva (* 18. Juni 1866 in Pest; † 12. April 1944 in Budapest) war ein ungarischer Mediziner. Er hieß auch Baron Alexander von Korányi, Baron Sándor Korányi de Tolcsva, Báró Tolcsvai Korányi Sándor, Freiherr Sándor von Korányi sowie Baron Tolcsvai Korényi Séndor.

## Leben
Korányi wurde am 18. Juni 1866 in Pest geboren. Sein Vater war Friedrich von Korányi, ein Internist an der Universität Budapest. Nach seinem medizinischen Abschluss an der Universität Budapest studierte Sándor Korányi an der Universität Straßburg im Elsass bei Friedrich Leopold Goltz. Er starb am 12. April 1944 in Budapest.

## Wirken
Er prägte und definierte 1897 den Begriff der Niereninsuffizienz. Er war 1906 Gründungsmitglied der Deutschen Gesellschaft für Urologie. Er entwickelte 1897 mit der Kryoskopie das erste Verfahren zur Prüfung der Nierenfunktion.
Nach seiner Rückkehr aus Straßburg 1890 arbeitete Sándor Korányi als Leiter des Instituts für Veterinär-Physiologie Budapest. 1893 habilitierte er sich in Innerer Medizin an der Universität Budapest und wurde dort im Jahr 1900 außerordentlicher Professor. Seit 1895 arbeitete er am Städtischen Krankenhaus Budapest. 1909 wurde er Direktor der 3. Medizinischen Abteilung als ordentlicher Professor.

## Ehrungen
1925 wurde er zum Mitglied der Deutschen Akademie der Naturforscher Leopoldina gewählt.

## Schriften
- Physiologische und klinische Untersuchungen über den osmotischen Druck thierischer Flüssigkeiten. 2 Teile. In: Ernst von Leyden, Carl Gerhardt, Hermann Senator, Hermann Nothnagel, Edmund von Neusser, Leopold Schrötter von Kristelli (Hrsg.): Zeitschrift für klinische Medicin. Band 33, 1897, S. 1–54, und Band 34, 1898, S. 1–52.
- Ueber die Bedeutung der Kost bei der Diagnose der Niereninsufficienz auf Grund der Gefrierpunktserniedrigung des Blutes. In: Berliner Klinische Wochenschrift. 36. Jahrgang, 30. Januar 1899, S. 97–98.
- Zur Discussion über die wissenschaftliche Begründung der klinischen Kryoskopie. In: Berliner Klinische Wochenschrift. 38. Jahrgang, 2. Dezember 1901, S. 1207–1209.
- mit Ladislaus von Blaskovics: Krankheiten der Harnorgane. 2. Auflage. Georg Thieme Verlag, Leipzig 1922.
- Die Pathogenese der nephrotischen Wasserretention. In: Wiener Medizinische Wochenschrift. Jahrgang 1925, Nr. 4.
- Therapie der Krankheiten der Blutbildungsorgane, Pathologie der Osmoregulation. Verlag Orvosképzés, Budapest 1928.
- mit Rezsoe Bálint und Stefan Weiss: Gewebsproliferation und Säurebasengleichgewicht. Verlag von Julius Springer, Berlin/Wien 1930.